# اندیس سنگ گچ ۳۳۴۳
سنگ گچ ۳۳۴۳ یک اندیس مصالح ساختمانی است که در حوالی شهر کازرون استان فارس قرار دارد و مادهٔ معدنی موجود در آن، گچ است.سنگ میزبان این اندیس سنگ آهک و مارن سبز است و دیرینگی آن به دوران میوسن می‌رسد. 